# Syzygium putii
Syzygium putii är en myrtenväxtart som beskrevs av Chantaran. och John Adrian Naicker Parnell. Syzygium putii ingår i släktet Syzygium och familjen myrtenväxter. Inga underarter finns listade i Catalogue of Life.